# Woolsthorpe by Belvoir
Woolsthorpe by Belvoir est une paroisse civile et un village du Lincolnshire, en Angleterre.